# Cavi di Lavagna
Cavi di Lavagna is een plaats (frazione) in de Italiaanse gemeente Lavagna.